# Cité (métro de Paris)
Pour les articles homonymes, voir Cité.
Cité est une station de la ligne 4 du métro de Paris, située dans le 4e arrondissement de Paris.

## Situation
La station est implantée en courbe sous l'île de la Cité, entre la rue de Lutèce et le bras nord de la Seine. Approximativement orientée selon un axe nord-sud, elle s'intercale entre les stations Châtelet et Saint-Michel. Il s'agit de l'unique station du réseau établie sous une île.

## Histoire
En 1905, les travaux de construction de la ligne 4 conduisent au démantèlement en surface d'une grande partie du marché aux fleurs. Le conservateur du musée Carnavalet Georges Cain écrit : « Les affouillements profonds nécessités par la construction des deux gares desservant le Métro — qui passera ici à 25 mètres sous terre — ont transformé la moitié de la place en un gigantesque chantier où sifflent les machines, manœuvrent les grues, circulent les wagonnets ». Il s'agit de la première ligne de métro à passer sous la Seine, d'où des travaux particulièrement difficiles pouvant occasionner des accidents mortels. Le Petit Parisien relate ainsi « la catastrophe du marché aux fleurs » du 23 décembre 1907, quand cinq ouvriers meurent dans un caisson mal pressurisé. Plusieurs semaines plus tard, un terrassier succombe après avoir été blessé à la tête.
Pour les besoins du chantier, une usine électrique est construite sur l'île ; le bâtiment, dévolu par la suite à un autre usage, existe toujours au 19, rue Chanoinesse. Avant que les travaux en eux-mêmes ne commencent, des fouilles archéologiques préventives avaient été menées, conduisant à exhumer des vestiges de l'ancien rempart de Lutèce ainsi que des éléments architecturaux et sculptés qui furent transférés au musée Carnavalet.

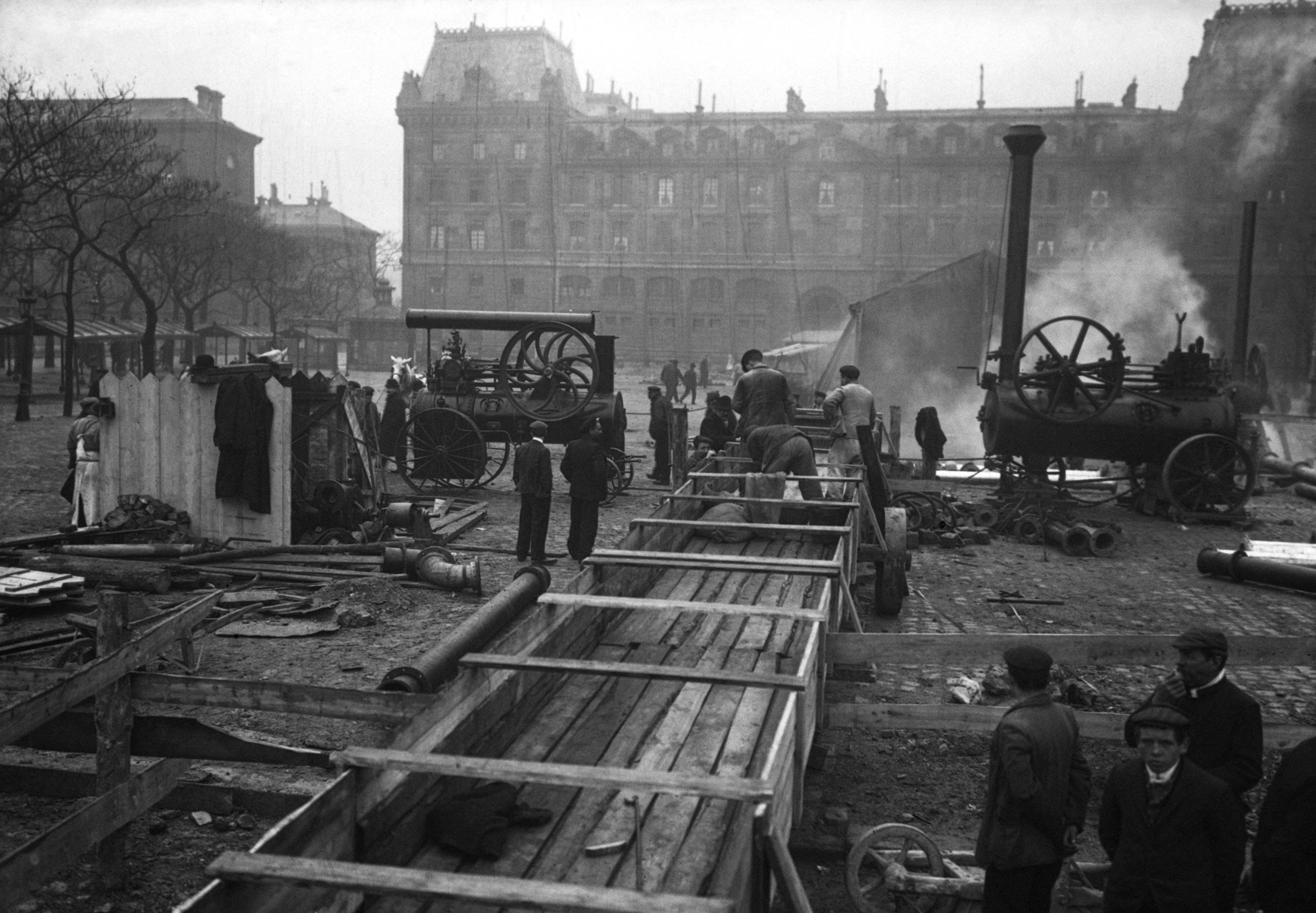
Pompes d'épuisement en janvier 1910.

En mai 1910, La Presse note que « l'énorme trou » du chantier a été comblé, la réfection du sol étant presque terminée. Le marché aux fleurs s'y réinstalle alors, d'abord dans des abris provisoires en toile puis, à partir de 1924, dans les pavillons qui existent encore de nos jours.
L'inauguration de la station intervient finalement le 10 décembre 1910, soit plus de 11 mois après l'ouverture du tronçon de la ligne 4 entre Châtelet et Raspail. Jusqu'alors, les trains la traversaient sans y marquer l'arrêt, et, le 16 janvier, elle est complètement noyée par la crue de la Seine de 1910, interrompant le trafic pendant plusieurs semaines, ce qui nécessite l'installation de pompes d'épuisement.
Elle doit sa dénomination à son implantation sous l'île de la Cité, considérée comme l'antique berceau de la ville de Paris, autrefois Lutèce. Le nom de « cité » désigne les limites fortifiées de Paris telles qu'elles étaient à la fin de l'Antiquité, réduites à la seule île, et qui ont constitué le noyau urbain de la ville médiévale.
La station est également, avec Rome sur la ligne 2, Iéna sur la ligne 9 ainsi que la station fantôme Haxo entre les lignes 3 bis et 7 bis, l'une des quatre du réseau dont le toponyme possède seulement quatre lettres, soit le plus petit nombre de caractères pour un nom de station dans le métro de Paris.
Avec la station voisine Saint-Michel, en raison de leur profondeur, elle est un des deux points d'arrêt équipés dès 1911 d'un ascenseur reliant la salle de distribution aux quais, après République, qui fut la toute première du réseau à en bénéficier en 1910.
Autrefois, la station était reliée à la préfecture de police, au palais de justice et au tribunal de commerce, qui se trouvent à proximité. Ces souterrains auraient notamment été utilisés pour échapper aux Allemands au cours de la Seconde Guerre mondiale. Dans son livre Et Paris ne fut pas détruit, le président du conseil municipal Pierre Taittinger raconte les avoir parcourus en 1944 alors qu'il était arrêté et que les lieux étaient gardés par des FFI. Pour des raisons de sécurité, cette bouche de métro située dans la cour d'honneur du palais de justice est désaffectée, de même qu'une autre située sur la partie ouest du marché aux fleurs, le long de la rue Aubé.
Les quais sont modernisés après 1988 par l'adoption d'une déclinaison particulière du style décoratif « Ouï-dire » — de couleur verte en l'occurrence —, caractérisée par des candélabres à globes au lieu des habituelles rames lumineuses à consoles courbes en forme de faux. Dans le cadre du programme « Un métro + beau » de la RATP, les couloirs de la station ont été rénovés le 20 décembre 2012.
Le 9 octobre 2019, la moitié des plaques nominatives sur les quais de la station sont provisoirement remplacées par la RATP afin de célébrer le 60e anniversaire d'Astérix et Obélix, comme dans onze autres stations. Reprenant notamment la typographie caractéristique de la bande dessinée de René Goscinny et Albert Uderzo, Cité est humoristiquement renommée « Lutèce », forme francisée du nom employé par les Romains Lutetia ou Lutetia Parisiorum pour désigner Paris.

### Fréquentation
Nombre de voyageurs entrés à cette  station :
| Année                      | 2013      | 2014      | 2015      | 2016      | 2017      | 2018      | 2019      | 2020    | 2021      |
| -------------------------- | --------- | --------- | --------- | --------- | --------- | --------- | --------- | ------- | --------- |
| Nombre de voyageurs par an | 2 317 889 | 2 326 158 | 2 180 696 | 2 109 969 | 2 191 363 | 2 237 552 | 1 740 572 | 741 182 | 1 004 657 |
| Rang                       | 232e      | 231e      | 236e      | 245e      | 240e      | 242e      | 265e      | 275e    | 283e      |
| Nombre de stations         | 302       | 302       | 302       | 302       | 302       | 302       | 302       | 304     | 304       |

## Services aux voyageurs

### Accès

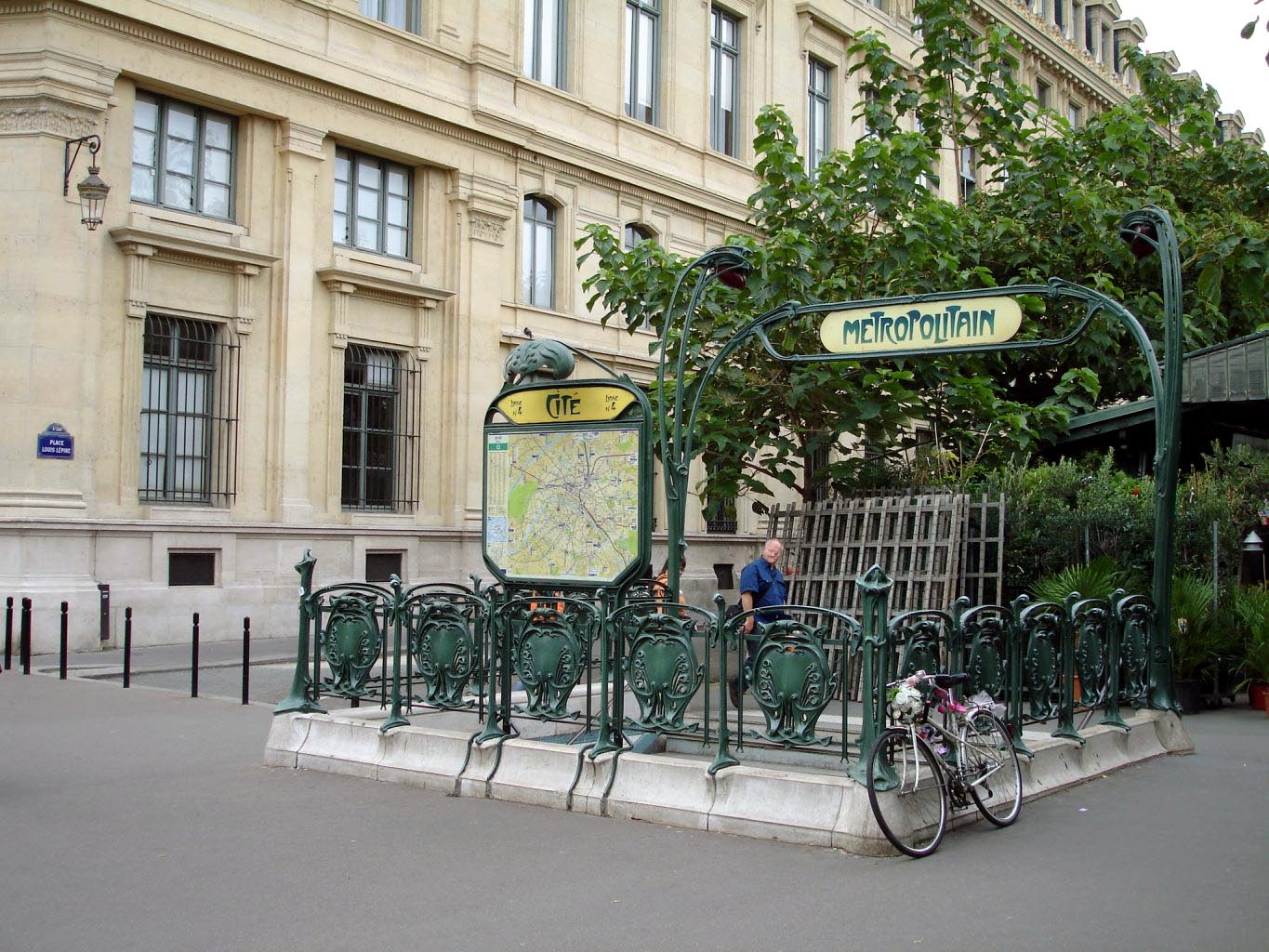
Édicule Guimard de la station sur la place Louis-Lépine.

La station dispose d'un unique accès intitulé « place Louis-Lépine », débouchant au droit du 2 de cette place. Constitué d'un escalier fixe, il est orné d'un édicule Guimard, lequel fait l'objet d'une inscription au titre des monuments historiques par l'arrêté du 25 juillet 1965.
L'ancienne sortie donnant directement accès à la préfecture de police et au palais de justice, encore visible, se trouve dans la cour du Mai du palais, à droite de la grille monumentale en entrant. L'autre sortie désaffectée, sur la partie occidentale du marché aux fleurs, est également toujours visible.
L'accès aux quais s'effectue au moyen d'escaliers fixes ou d'ascenseurs.

### Quais

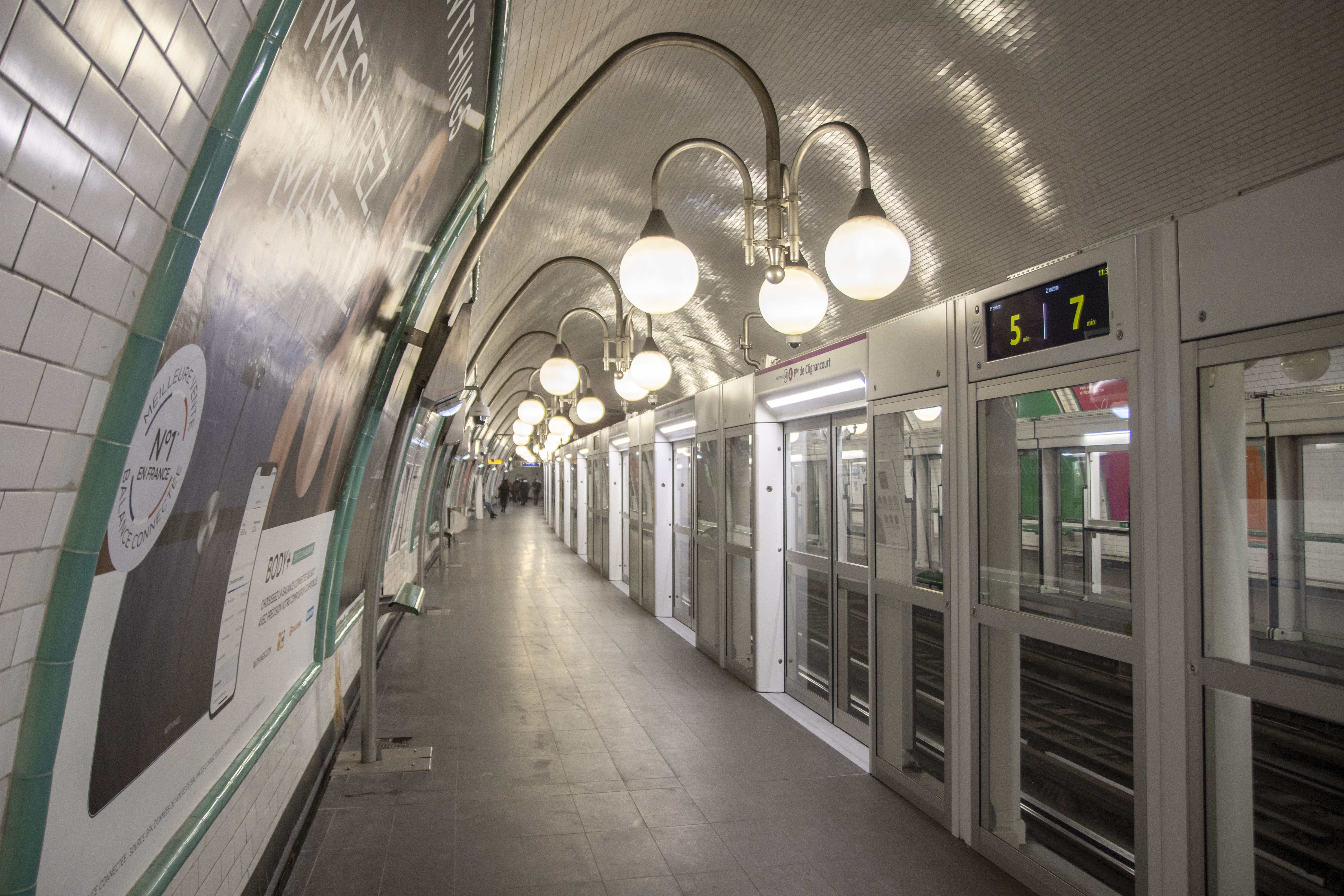
Quai vers Porte de Clignancourt.

Cité est une station en courbe de configuration standard : elle possède deux quais séparés par les voies du métro et la voûte est elliptique. Celle-ci se distingue toutefois par sa hauteur importante, sa clé culminant à 12,5 mètres, tandis que les quais sont d'une largeur légèrement inférieure à la moyenne en conséquence. Ils sont établis à une profondeur de 25 mètres sous le niveau du sol afin de permettre le passage de la ligne sous la Seine. Du fait de sa proximité avec cette dernière, la station est constituée de trois caissons en acier de 16,5 mètres de large et ayant reçu du béton entre les parois intérieures et extérieures, particularité qu'elle ne partage qu'avec la station voisine Saint-Michel. Les quais font 118 mètres de long et les accès s'effectuent aux extrémités grâce à des caissons métalliques circulaires recevant les escaliers et des ascenseurs.
Seul le caisson sud dispose d'ascenseurs, le caisson nord ne possédant qu'un escalier de secours dorénavant inutilisé en service normal. Le métal de ces caissons est apparent et peint en couleur argentée. La décoration des quais est une déclinaison spécifique du style « Ouï-dire » de couleur verte : si les cadres publicitaires verts et cylindriques, les banquettes « assis-debout » vertes ainsi que les carreaux en céramique blancs plats sur les piédroits et la voûte métallique sont typiques de ce style, l'éclairage est en revanche un cas unique, car il est constitué de globes lumineux installés par groupe de 3, fixés sur des poteaux auxquels sont incorporées les plaques nominatives, sur lesquelles le nom de la station est inscrit en lettres capitales.
Dans le cadre de l'automatisation de la ligne 4, ses quais ont été rehaussés afin de recevoir des portes palières, lesquelles ont été installées entre octobre et novembre 2020.

### Intermodalité
La station est desservie par les lignes 21, 27, 38, 47, 58, 70, 75, 85 et 96 du réseau de bus RATP et, la nuit, par les lignes N12, N13, N14, N15, N21 et N22 du réseau Noctilien.

## À proximité
- Hôtel-Dieu
- Palais de Justice
- Sainte-Chapelle
- Notre-Dame
- Marché aux fleurs Reine-Elizabeth-II

Galerie de photographies
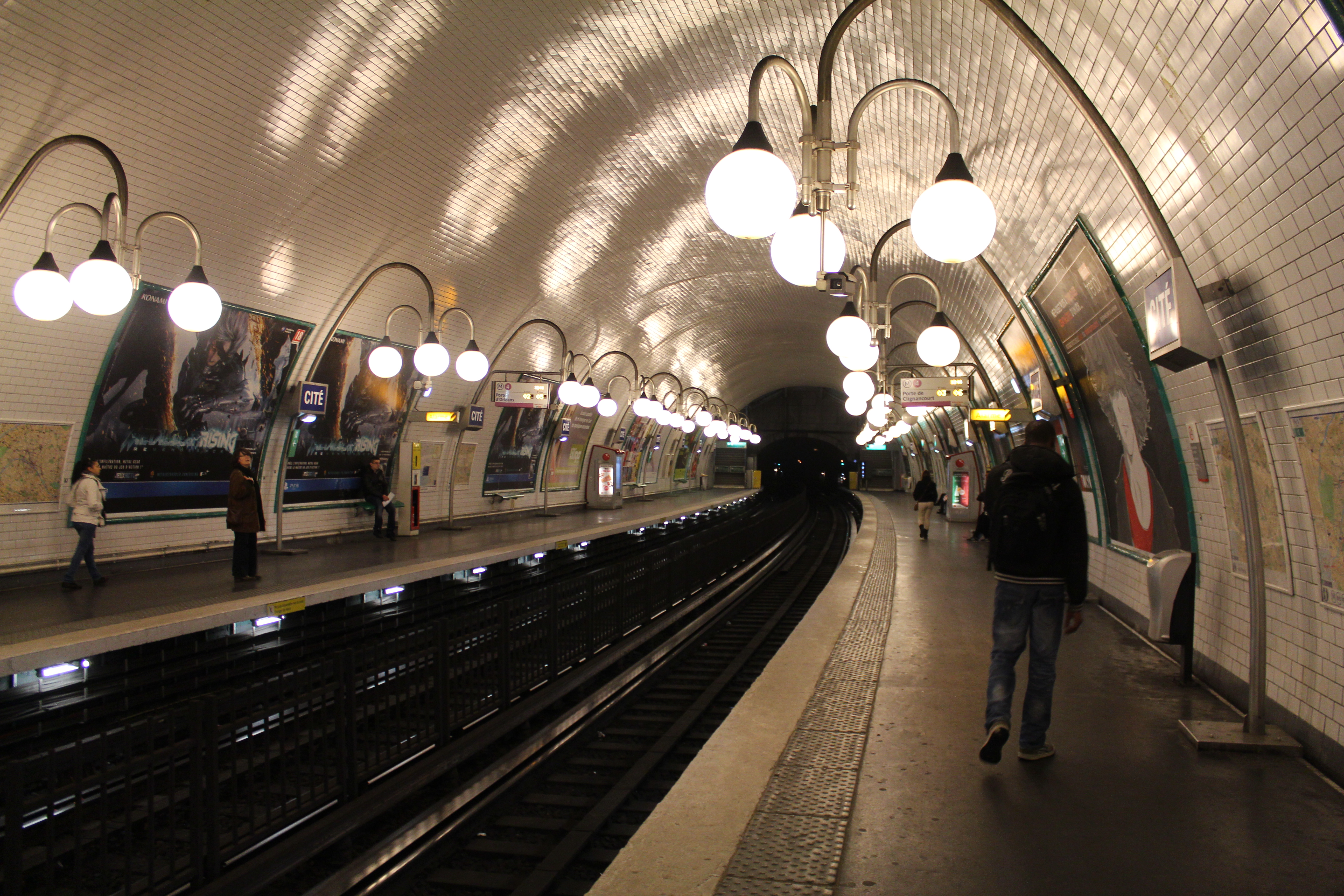
Les quais de la station en 2013.
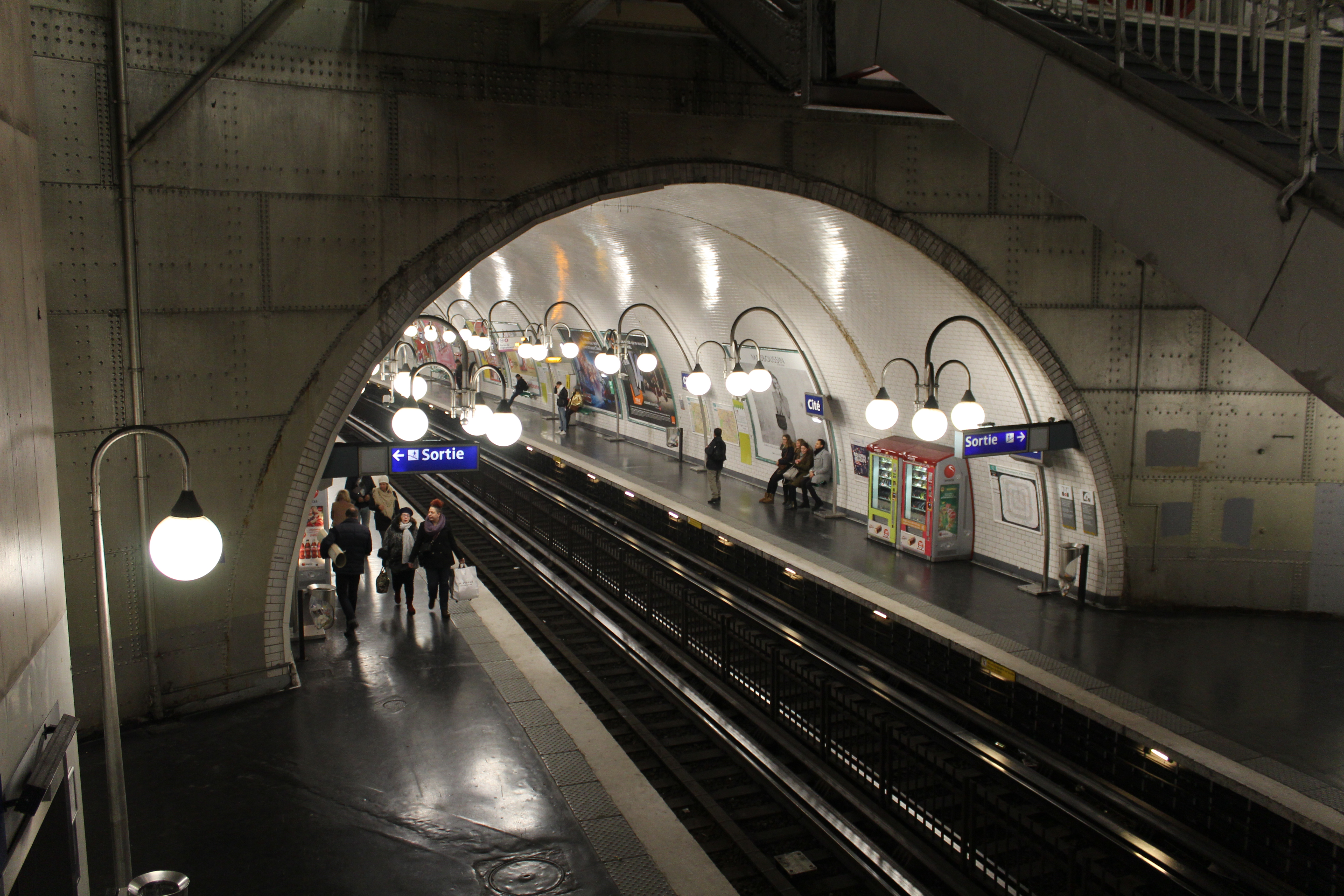
Vue des quais et d'un puits d'accès en 2017.
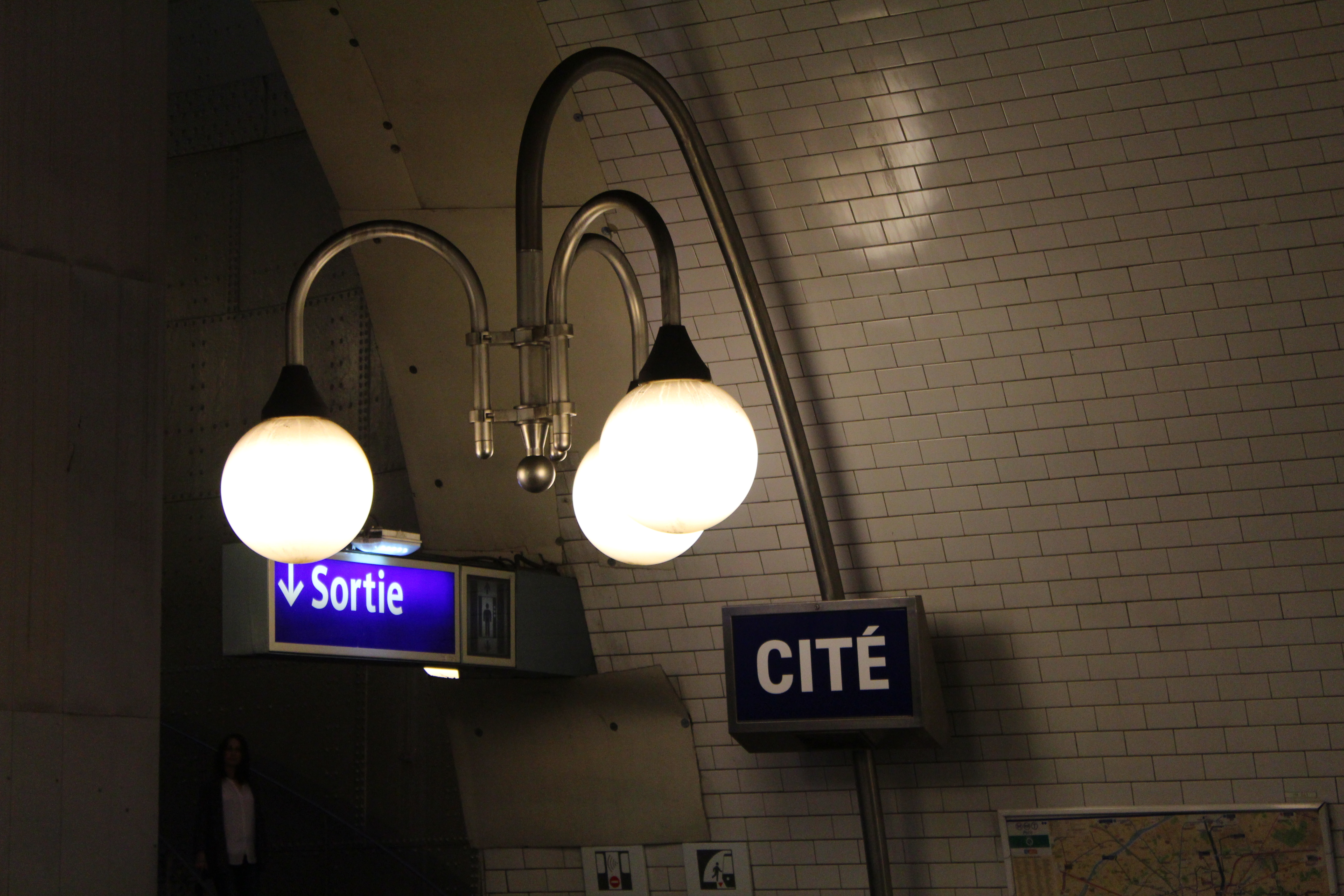
Détail d'un luminaire caractéristique de la station, installé en 1988.
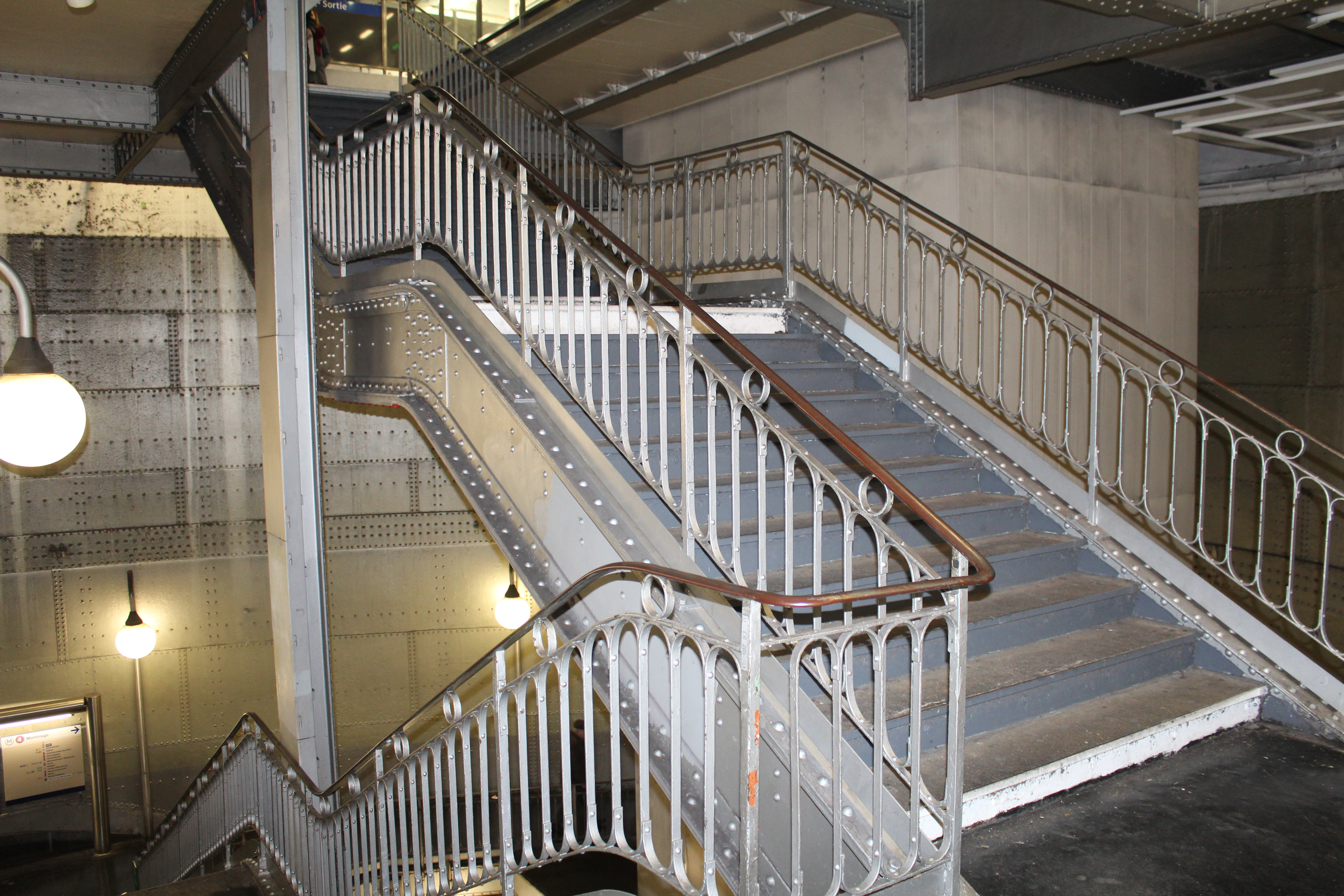
Un des escaliers.